# RFU Championship 1992-93
La RFU Championship 1992-93 fue la sexta edición del torneo de segunda división de rugby de Inglaterra.

## Sistema de disputa
Los equipos se enfrentaran todos contra todos en una sola ronda, totalizando 12 partidos en la fase regular.

## Clasificación
| Pos. | Equipo             | Encuentros | Encuentros | Encuentros | Encuentros | Tantos | Tantos | Tantos | Puntos |
| Pos. | Equipo             | PJ         | PG         | PE         | PP         | F      | C      | Dif    | Puntos |
| ---- | ------------------ | ---------- | ---------- | ---------- | ---------- | ------ | ------ | ------ | ------ |
| 1    | Newcastle Gosforth | 12         | 10         | 0          | 2          | 241    | 106    | 135    | 20     |
| 2    | Waterloo RFC       | 12         | 10         | 0          | 2          | 228    | 138    | 90     | 20     |
| 3    | Wakefield RFC      | 12         | 8          | 1          | 3          | 186    | 123    | 63     | 17     |
| 4    | Nottingham RFC     | 12         | 8          | 0          | 4          | 249    | 145    | 104    | 16     |
| 5    | Sale               | 12         | 7          | 1          | 4          | 237    | 102    | 135    | 15     |
| 6    | Moseley RFC        | 12         | 6          | 2          | 4          | 184    | 150    | 34     | 14     |
| 7    | Bedford Blues      | 12         | 6          | 2          | 4          | 186    | 183    | 3      | 14     |
| 8    | Rosslyn Park FC    | 12         | 5          | 0          | 7          | 209    | 199    | 10     | 10     |
| 9    | Richmond FC        | 12         | 5          | 0          | 8          | 202    | 196    | 6      | 10     |
| 10   | Blackheath FC      | 12         | 4          | 2          | 6          | 142    | 231    | −89    | 10     |
| 11   | Coventry RFC       | 12         | 3          | 0          | 9          | 192    | 236    | −44    | 6      |
| 12   | Fylde Rugby Club   | 12         | 0          | 3          | 9          | 108    | 290    | −182   | 3      |
| 13   | Morley RFC         | 12         | 0          | 1          | 11         | 107    | 372    | −265   | 1      |

|  | Campeón.                            |
|  | Descendidos a la National League 1. |

| Bandera de Inglaterra      |
| Campeón Newcastle Gosforth |
| Primer título              |